# 宋镇豪
宋镇豪（1949年—），汉族，中华人民共和国政治人物、第十一届全国政协委员。
加入九三学社，担任中国社会科学院历史研究所先秦史研究室主任。2008年，当选第十一届全国政协委员，代表社会科学界，分入第三十三组。